# Sahara (film 1943)
Sahara è un film del 1943 di Zoltán Korda ambientato durante la campagna del Nordafrica.

## Trama
Durante la seconda guerra mondiale, dopo la caduta di Tobruk, il sergente Joe Gunn, comandante di un carro armato M3 Lee americano, si trova in Libia con la sua truppa. Lungo la ritirata nel deserto, raccoglie alcuni soldati alleati dispersi e un caporale sudanese con un prigioniero italiano.

In difficoltà per la sete, il gruppo riesce a fermarsi presso un pozzo ma l'arrivo di un battaglione di tedeschi scatena una lotta disperata per il possesso dell'acqua in attesa dei rinforzi inglesi.

## Produzione
Il film fu girato nel sud della California, nel Deserto del Mojave, con il supporto della quarta divisione corazzata americana, i cui uomini interpretano i soldati tedeschi. Dato che il conflitto era in pieno svolgimento, era molto difficile reperire armi ed equipaggiamenti tedeschi autentici e moderni, quindi nel film vediamo le truppe dell'Afrika Korps armate con fucili Mauser Gewehr 98 (alcuni soldati usano degli Springfield M1903 statunitensi) e mitragliatrici MG 08 risalenti alla prima guerra mondiale, come pure gli elmetti modello 1916 invece dei più moderni modello 1935.
Il semicingolato tedesco che va in ricognizione è in realtà un semicingolato americano M2; americano è anche il caccia che mitraglia il carro nella prima parte del film: si tratta di uno dei primi modelli di P51 Mustang, ridipinto con insegne tedesche.
Le riprese sono durate dal 28 gennaio al 17 aprile del 1943, il film è uscito nei cinema americani nell'ottobre dello stesso anno incassando 2.3 milioni di dollari.
Il forte di Bir Acroma è stato costruito dai tecnici dello studio che hanno utilizzato dei mattoni in creta e paglia recuperati dalla prigione spagnola della California risalente al XVII secolo.
Ogni giorno il cast e la troupe dovevano effettuare un viaggio di 30 miglia in autobus dal loro albergo situato a Brawly, California, fino ai luoghi delle riprese. Zoltan Korda girava dalle 6:30 del mattino fino a che faceva buio.
La temperatura superava i 50° e per tre giorni vi fu una tempesta di sabbia che è visibile nel film, quando Gunn e i suoi arrivano al forte di Bir Acroma.

## Censura italiana
In Italia il film uscì nel 1950. Ebbe qualche problema di censura perché non si voleva mostrare la figura di un soldato italiano piuttosto codardo e collaborazionista: ciò non faceva ben figurare il comportamento dei soldati italiani nel Nord-Africa, che nella realtà era stato molto valoroso, specialmente a Giarabub e ad El-Alamein.

Alla fine il film sarebbe apparso mutilato senza la figura del soldato italiano, perciò fu deciso di tenerlo, ricorrendo al doppiaggio di Alberto Sordi, ma modificando nel doppiaggio molti dialoghi.